# Casa de Banhos

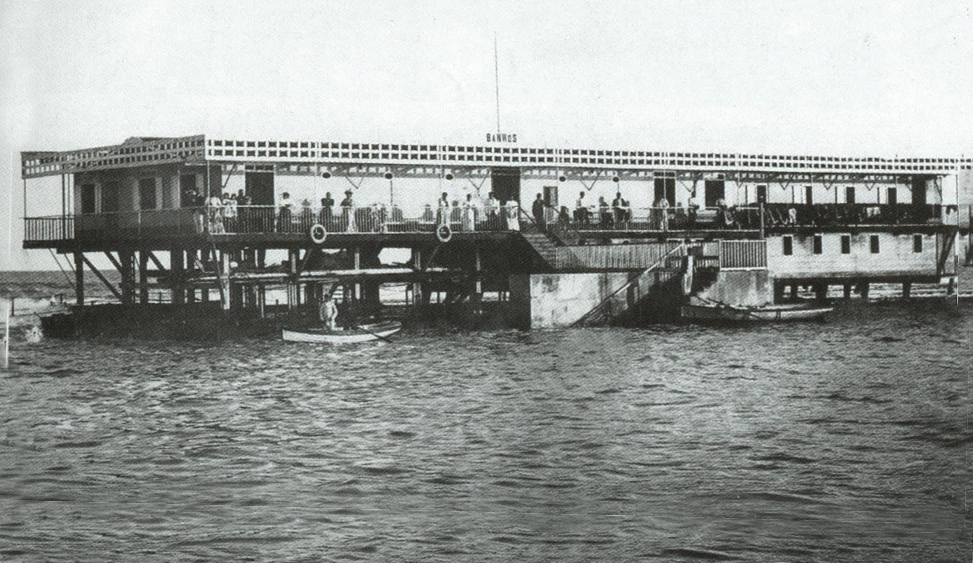
Antiga Casa de Banhos, no Recife.

Casa de Banhos era uma casa que ficava no dique natural do Porto do Recife, em Pernambuco, onde atualmente se encontra o Parque das Esculturas de Francisco Brennand e o Farol do Recife. 
Foi construída em 1880 por Carlos José de Medeiros, próximo à antiga Ponte Giratória e no início do Século XX foi bastante frequentada pela sociedade recifense, que para ali se dirigia para tomar banho salgado em suas piscinas naturais.

## História
A autorização inicial de construção, dada pelo governo, foi para a construção de uma residência sobre o dique.
Algum tempo depois, o proprietário iniciou sua exploração comercial, transformando-a em uma hospedaria, considerada para fins medicinais. Seu nome oficial era Grande Estabelecimento Balneário de Pernambuco, nome este que não caiu no gosto do povo, que a chamou de Casa de Banhos.
Em 1902, possuía cinco banheiros, que permitiam o uso simultâneo de 350 pessoas, 102 compartimentos próprios para a toilette dos banhistas, um grande salão de refeições, duas salas, um gabinete de leitura e outras dependências. Um sistema de proteção feito com cabos de aço contornava a piscina e impedia os banhistas caíssem no mar. A Casa de Banhos propriamente dita consistia numa edificação de madeira, onde funcionavam um bar e restaurante.
Os proprietários moravam numa dependência do próprio estabelecimento, até mesmo depois da morte do Sr. Medeiros, que chegou a ter uma filha nascida naquele local. Logo depois o estabelecimento foi adquirido pelo inglês Sydney Rodhes, que modificou suas instalações e aumentou o preço cobrado pelos banhos. Isso fez com que o Governo de Pernambuco modificasse sua tabela de preços, tornando obrigatório o banho gratuito de 5 doentes da Santa Casa de Misericórdia por dia.
Em 1 de julho de 1924 a Casa de Banhos foi destruída por um incêndio.
Atualmente, está desativada.